# Успение Богоматери (Дионисий)
«Успение Богоматери» — икона, созданная иконописцем Дионисием около 1500 года для местного чина иконостаса Троицкого собора Павло-Обнорского монастыря; в настоящее время находится в собрании Вологодского музея-заповедника (инв. № 10128). Одно из немногих станковых произведений, уверенно атрибутируемых Дионисию.

## Происхождение
Икона написана для иконостаса собора монастыря, основанного в 1414 году преподобным Павлом Обнорским недалеко от Вологды. Одна из четырёх дошедших до нашего времени икон, относящихся к «северному периоду» творчества Дионисия. Остальные сохранившиеся иконы иконостаса — «Спас в силах» и «Распятие» (Государственная Третьяковская галерея), «Уверение Фомы» (Государственный Русский музей). На основании надписи, вырезанной на обороте «Спаса в силах», создание всего иконостаса относится к 1500 году:

В ле[то] ЗИ (7008 — 1500) писан диисус и празни-ки и пророци Денисьева письмени.— Надпись на обороте иконы «Спас в силах»
Таким образом, согласно надписи, Дионисий в 1500 году писал деисусные, праздничные и пророческие иконы для старого, деревянного Троицкого собора. Собственно в надписи не упоминается «Успение», однако, несмотря на потёртости и утраты живописи, стилистическое сходство между всеми четырьмя иконами прослеживается, что позволяет исследователям уверенно приписывать авторство Дионисию.
Как определила палеограф М. В. Щепкина в 1949 году, сама надпись на обороте иконы «Спас в силах» выполнена в 1530-х годах. Возможно, что резная надпись повторяет другую, сделанную несколько выше чёрной краской, которую в настоящее время можно прочитать лишь частично. По мнению искусствоведа И. А. Кочеткова, датировать по палеографическим признакам резные надписи не представляется возможным, по крайней мере, с точностью до десятилетия, так как резчики выполняли их по собственным шаблонам.
Каменный Троицкий собор монастыря был построен в 1505—1516 годах Василием III, до наших дней не сохранился. Вероятней всего иконостас создавался для старого деревянного собора. После закрытия монастыря (1924) «Успение», «Спас в силах» и «Распятие» были переданы в Грязовецкий музей. 8 августа 1924 года «Распятие» и «Успение» поступили в Вологодский музей.

## Описание
Икона «Успение Богоматери», выполненная Дионисием, относится к «облачному» варианту иконографии Успения, где над ложем Богоматери слетаются апостолы на облаках. Он известен в Византии, а через неё и на Руси с IX—XII веков. В XIII веке «облачный» иконографический тип дополняется сценой Вознесения в верхней части композиции. Сцена восходит к апокрифу, приписывающемуся Иосифу Аримафейскому. Иногда Вознесение дополнялось передачей Богородицей пояса апостолу Фоме. Подобную композицию можно видеть на фресковых росписях собора Рождества Богородицы в Снетогорском монастыре (Псков). На Балканах с конца XIII века распространились фресковые циклы, развёрнуто повествующие о Успении Богоматери, в которые включались новые сцены и персонажи. Так, именно в балканских монументальных росписях «Успение Богоматери» появился перешедший из «Перенесения тела Богоматери ко гробу» эпизод с наказанием Авфонии, пытавшимся перевернуть ложе.
«Облачный» извод получил на Руси широкое распространение со второй половины XV века. Образцом для подобных икон в это время, вероятно, послужила храмовая икона Успенского собора Московского Кремля. Она была написана к освящению собора в 1479 году. Корпус сюжетов в иконе Дионисия и иконе из Успенского собора идентичен, близка и художественная трактовка отдельных эпизодов. Однако в композиционном построении у Дионисия имеются серьёзные отличия. Пространство неглубокое, нет последовательной смены планов, как в московском «Успении». При отсутствии обширных свободных участков фона здесь не чувствуется, что икона переполнена персонажами — это достигнуто уравновешенностью композиции и масштабом всего произведения.
В верхней части иконы представлено вознесение Богоматери во славе и белых одеждах, окружённой апостолами, которые направляются в Иерусалим из тех мест, где они проповедовали учение Христа. Одеяние Богоматери белого цвета, символизирующего чистоту, возможно, отсылка к тексту Иоанна Богослова «Слово на Успение Богородицы», где говорится о «неизречённом свете» от души вознесшейся на небеса. Одно из самых ранних (возможно, первое) появление этой иконографической особенности отмечено исследователями в иконе Дионисия из Успенского собора Иосифо-Волоколамского монастыря, датируемой 1485 годом. Этот образ не сохранился, но известна его копия, исполненная в 1591 году.
В центре, у смертного ложа Богоматери, изображены апостолы, святители, иерусалимские жены, а также ангельское воинство. Нижняя часть композиции отведена под сцену с иудеем Авфонией, который за попытку опрокинуть ложе был наказан отсечением рук. Он вновь обрёл их после того, как раскаялся в содеянном и уверовал в Христа.
Колористическое решение иконы Дионисия состоит в гармоничном объединении бирюзового, вишнёво-коричневого, жёлтого и белого цветов, киновари и золота. Живописный слой, особенно в личном письме, пострадал, вероятно, во время пожаров, произошедших в Павло-Обнорском монастыре в 1538 и 1767 годах.